# Stazione di Albinia
Stazione di Albinia vasútállomás Olaszországban, Orbetello településen.

## Vasútvonalak
Az állomást az alábbi vasútvonalak érintik:
- Pisa–Róma-vasútvonal

## Kapcsolódó állomások
A vasútállomáshoz az alábbi állomások vannak a legközelebb:
- Stazione di Orbetello-Monte Argentario
- Stazione di Talamone